# Lijst van premiers van Belize
Hieronder staat een chronologische lijst van premiers van Belize.

## Premiers van Belize
| Premier | Premier                             | Ambtsperiode | Partij |
| ------- | ----------------------------------- | ------------ | ------ |
|         | George Cadle Price (1919-2011) (1x) | 1981-1984    | PUP    |
|         | Manuel Esquivel (1940-2022) (1x)    | 1984-1989    | UDP    |
|         | George Cadle Price (1919-2011) (2x) | 1989-1993    | PUP    |
|         | Manuel Esquivel (1940-2022) (2x)    | 1993-1998    | UDP    |
|         | Said Musa (1940)                    | 1998-2008    | PUP    |
|         | Dean Barrow (1951)                  | 2008-2020    | UDP    |
|         | Johnny Briceño (1960)               | sinds 2020   | PUP    |

Afkortingen:
- PUP = People's United Party (Verenigde Volkspartij)
- UDP = United Democratic Party (Verenigde Democratische Partij)